# 587 г. пр.н.е.

## Събития

### В Азия

#### Във Вавилония
- Навуходоносор II (605 – 562 г. пр.н.е.) е цар на Вавилония.[1]
- През тази или следващата година Йерусалим е превзет от вавилонците след обсада продължила поне една година и половина.[2]
- Цар Седекия успява да избяга от града, но е заловен скоро от вавилонците при Йерихон заедно с някои от синовете си.[3]
- След пленяването му, Седекия е отведен в Сирия при Навуходоносор, където поради това, че е бил поставен за владетел лично от вавилонския цар, но се е разбунтувал, получава сурово наказание. Синовете му са екзекутирани, а самият той е ослепен и отведен като пленник във Вавилон.[3]
- Вавилонците разрушават Соломоновия храм като отнасят съхраняваните в него религиозни предмети и колони. На разрушение са подложени царския дворец, жилищата на обикновените хора и крепостните стени на Йерусалим. Населението е депортирано.[4]
- Царство Юдея е унищожено като автономна територия и поставено под пряка вавилонска доминация. Навуходоносор назначава марионетката Годолия за управител на земите на бившето царство.[5]

#### В Мидия
- Киаксар (625 – 585 г. пр.н.е.) е цар на Мидия.[6]

### В Африка

#### В Египет
- Фараон на Египет e Априй (589 – 570 г. пр.н.е.).[7]